# 1145 Robelmonte
1145 Robelmonte је астероид главног астероидног појаса са пречником од приближно 23,25 .
Афел астероида је на удаљености од 2,712 астрономских јединица (АЈ) од Сунца, а перихел на 2,138 АЈ.
Ексцентрицитет орбите износи 0,118, инклинација (нагиб) орбите у односу на раван еклиптике 6,210 степени, а орбитални период износи 1379,334 дана (3,776 године).
Апсолутна магнитуда астероида је 11,10 а геометријски албедо 0,118.
Астероид је откривен 3. фебруара 1929. године.